# Waterhousea
Waterhousea é um género botânico pertencente à família Myrtaceae.

## Espécies
- Waterhousea floribunda
- Waterhousea hedraiophylla
- Waterhousea mulgraveana
- Waterhousea unipunctata